# Григорьев, Григорий Прокофьевич
Григорий Прокопович Григорьев (21 августа 1898, Киев - 26 августа 1971, Киев) - советский украинский писатель, деятель культуры.

## Биография
Родился в 1898 году в Киеве в многодетной семье рабочего-железнодорожника, чтобы прокормить большую семью, его отец подрабатывал гардеробщиком в оперном театре, а мать там же работала уборщицей, что в раннем детстве привлекло его к театру.
С 15 лет после окончания начальной школы работал переписчиком в казенной палате и счетоводом в управлении железной дороги, а одновременно с работой три года посещал в Музыкально-драматической школе имени Н. В. Лысенко, был принят статистом-хористом в Театре Садовского, затем артистом в киевском Театре украинской драмы под руководством Панаса Саксаганского, одновременно работая по совместительству кассиром в Госбанке.
В 1920—1930 годах - на профсоюзной работе в Союзе сахаропроизводителей, занимался культурно-просветительской работой организуя художественную самодеятельность на сахарных заводах. 
В 1934 году окончил сценарный и режиссерский отделы Киевского киноинститута, работал ассистентом режиссёра на Киевской киностудии.
В 1937 году неожиданно был уволен «по сокращению штатов», а в декабре 1937 года арестован, репрессирован, отправлен в Колымские лагеря, в декабре 1941 года выяснилось необоснованность обвинений, но до окончания войны дело пересмотрено быть не могло, освобождён только в сентябре 1945 года.
Вернулся в Киев, проживал по адресу бульвар Лихачёва 6, преподавал литературу в киевской школе № 147 им. Радищева, откуда вышел на пенсию. 
Писал сценарии учебных и научных фильмов, статьи и рецензии для журналов «Радянське кіно», «Радянське мистецтво» и других.
Автор книг воспоминаний «В старом Киеве» (1961), «Что было, то видел» (1966), сборника «Интересные истории» (1966) и повести «Чарка меда» (1969).
Член Союза писателей Украинской ССР с 1964 года, член КПСС с 1969 года.
Умер в 1971 году в Киеве, похоронен на Байковом кладбище.